# Шпорець південний
Шпо́рець південний (Heteromirafra ruddi) — вид горобцеподібних птахів родини жайворонкових (Alaudidae). Ендемік Південно-Африканської Республіки.

## Опис

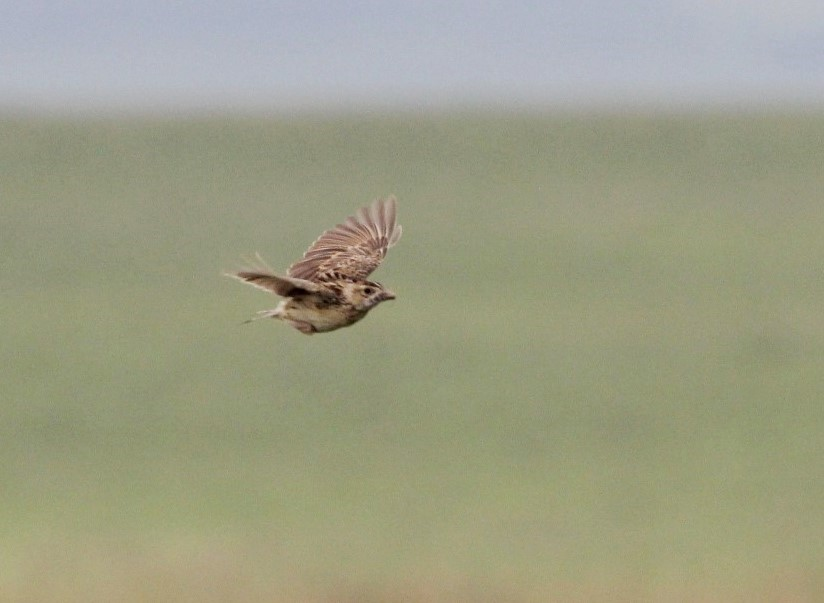
Південний шпорець в польоті

Довжина птаха становить 14 см, з яких від 3,8 до 4,5 см припадає на хвіст, вага 26 г. Виду не притаманний статевий диморфізм. Голова відносно велика. Верхня частина тіла темно-коричнева, поцяткована білуватими плямками, над очима помітні білуваті "брови". Підборідді я горло білі, воло і верхня частина грудей рудувато-охристі, поцятковані темно-коричневими смугами, решта нижньої частини тіла біла або білувато-охриста. Крила відносно великі, округлої форми, темно-коричневі, поцятковані вузькими рудими смугами. Хвіст вузький, короткий, емно-коричневий. Очі карі, дзьоб роговий або темно-коричневий, лапи тілесного кольору, задні кігті дуже довгі.

## Поширення і екологія
Південні тетери мешкають на південному сході Мпумаланги, на північному заході Квазулу-Наталя та на північному сході Фрі-Стейта. Вони живуть на вологих високогірних луках на вершинах плато, на висоті від 1700 до 2200 м над ріанем моря. Віддають перевагу місцевостям з річною кількістю опадів понад 600 мм. Сезон розмноження у Фрі-Стейті триває в листопаді, у Мпумаланзі в січні і у Квазулу-Наталі в жовтні. Як і інші жайворонки, південні шпрці гніздяться на землі. Гніздо має чашоподібну фому, прикривається зверху травою. В кладці 2-3 білуватих або рожевуватих яєць, поцяткованиз сірими і світло-коричневими плямками.

## Збереження
МСОП класифікує цей вид як такий, що перебуває під загрозою зникнення. За оцінками дослідників, популяція південних шпорців становить від 1700 до 3300 дорослих птахів.